# IC 1367
IC 1367 — галактика типу S (спіральна галактика) у сузір'ї Малий Кінь.
Цей об'єкт міститься в оригінальній редакції індексного каталогу.